# پوکاهانتس
پوکاهانتس (انگلیسی: Pocahontas؛ US: ‎/ˌpoʊkəˈhɒntəs/‎, UK: ‎/ˌpɒk-/‎؛  متولد ح. ۱۵۹۶ – مارس ۱۶۱۷) با نام تولد ماتوآکا که بعدها ربکا رولف نامیده شد، زنی از سرخ‌پوستان ایالات متحده آمریکا و دختر فرمانده پوهاتان رئیس قبیله سرخپوستان بود که به خاطر روابطش با مستعمره‌نشینانِ جیمزتاونِ ویرجینیای آمریکا مشهور شد. حکایت تاریخی معروفی می‌گوید او جان سردار جان اسمیت، شکارچی سرخپوستان را نجات داد و هنگامی که پدرش می‌خواست اسمیت را با تیر بزند سر خود را سپر سر اسمیت کرد.

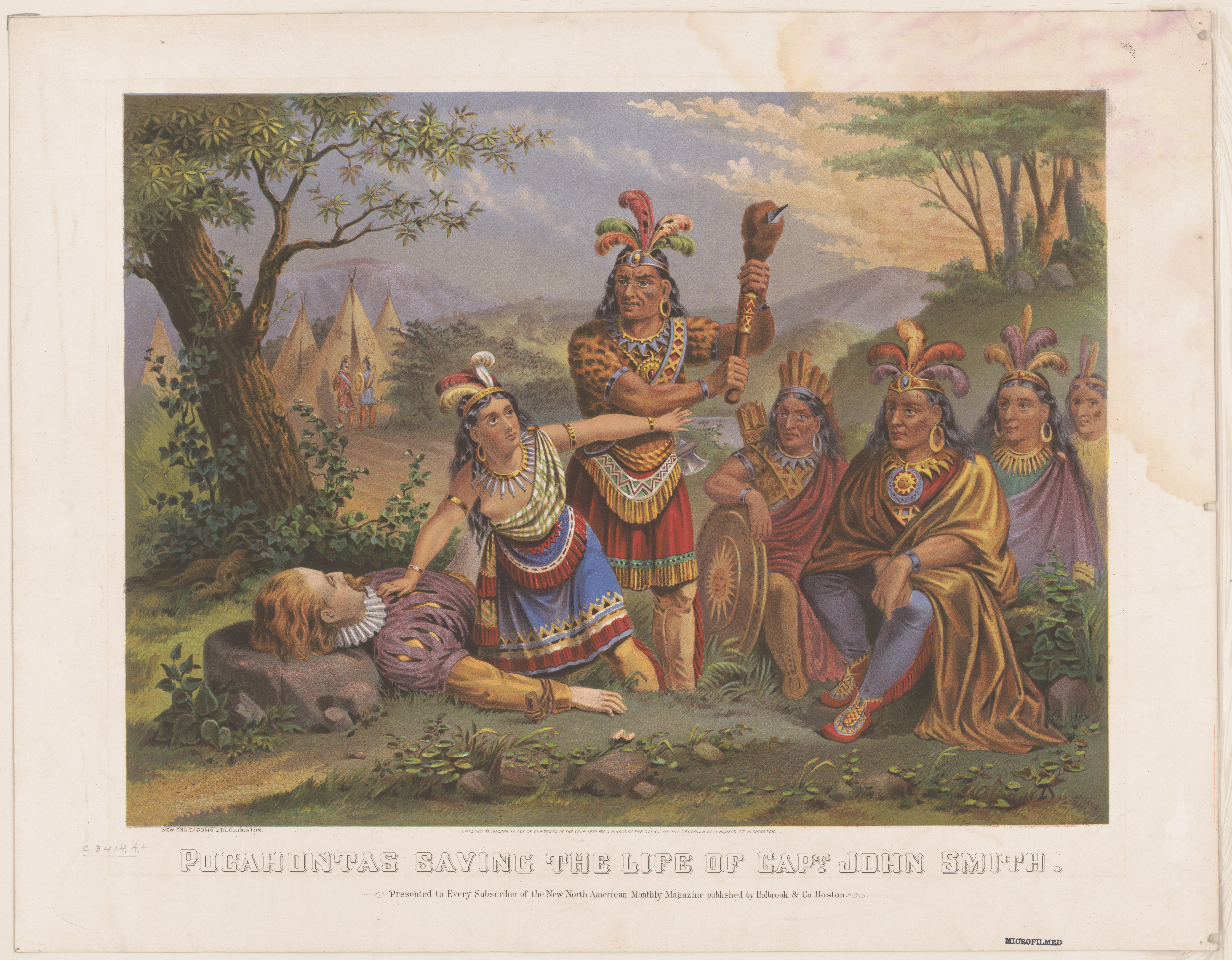
جلوگیری پوکوهانتس از اعدام جان اسمیت